# Зимова салямі
Зимова (або біла) салямі (угор. téliszalámi) — різновид угорської копченої салямі, виготовленої із м'яса свиней (зокрема, породи мангалиця) та свинячого бекону.
Відмінною рисою цієї салямі є пліснява Penicillium nalgiovense або Penicillium chrysogenum, що виростає на шкірці в процесі дозрівання. У зимову салямі під час приготування часто додають білий перець або запашний перець.

## Різновиди
Існують два типи білої салямі: будапештська та сегедська. Остання у високих обсягах виробляється компанією Pick Szeged.
Її назва походить від того, що раніше цю ковбасу виготовляли лише взимку. Причиною цього зазвичай була недостатньо низька вологість повітря в Сегеді; сировину доводилося додатково охолоджувати і коптити, аби вона втрачала достатню кількість вологи під час дозрівання. Доки для цього не було відповідних машин (насосів), салямі можна було охолоджувати лише льодом (взимку — використовуючи лід з річки Тиса та сусідніх озер). З іншого боку, не вистачало робітників для його виробництва, окрім іншої продукції, тож фабрика наймала сезонних сільськогосподарських робітників для виготовлення салямі саме взимку.
Згідно зі зведеним листом, підготовленим на основі Регламенту ЄС № 510/2006, сегедська зимова салямі – це «м’ясний продукт, що складається з частинок свинини та свинячого бекону, подрібнених до розміру частинок 2–4 мм та рівномірно змішаних, посолених та приправлених (білий перець, запашний перець, мелений солодкий перець), начинених у натуральні або ідентичні натуральним паропроникні штучні оболонки, поверхня яких після копчення та сушіння на букових дровах покрита сірувато-білою благородною пліснявою».

## Відзнаки
Сегедська зимова салямі отримала статус PDO у 2007 році, а будапештська – у 2009 році.
Міністерство сільського господарства та розвитку сільських районів Угорщини розробило безліч стандартів приготування сегедської салямі.
Також, із 2014 року, зимові салямі Pick та Herz мають відзнаку аутентичних угорських продуктів — "Хунгарікум".

## Додаткова інформація
- Az Európai Unió Hivatalos Lapja „Szegedi szalámi” vagy „Szegedi téliszalámi” 510/2006/EK tanácsi rendelet, fvm.hu
- Gáspár Péter–Lóczy Miklós: A téli szalámi gyártásának, fűszerezésének és kezelésének titka. Mészárosok és hentesek részére; Fischhof H. Ny., Kispest, 1930
- ifj. Lele József: Pick szalámi és parasztkolbász; Pick Szeged Szalámigyár és Húsüzem Rt., Szeged, 2002